# Lobothallia
Lobothallia är ett släkte av lavar. Lobothallia ingår i familjen Megasporaceae, ordningen Pertusariales, klassen Lecanoromycetes, divisionen sporsäcksvampar och riket svampar.
|             | Megaspora                                 |
|             |                                           |
| Lobothallia | \| \| Lobothallia praeradiosa \| \| \| \| |
|             | \| \| Lobothallia praeradiosa \| \| \| \| |
|             | Aspicilia                                 |
|             |                                           |
|             | Lobothallia praeradiosa                   |
|             |                                           |

|  | Lobothallia praeradiosa |
|  |                         |

## Källor

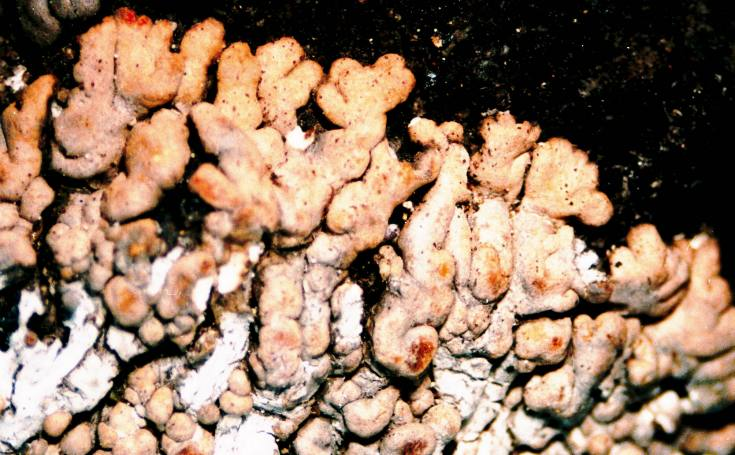
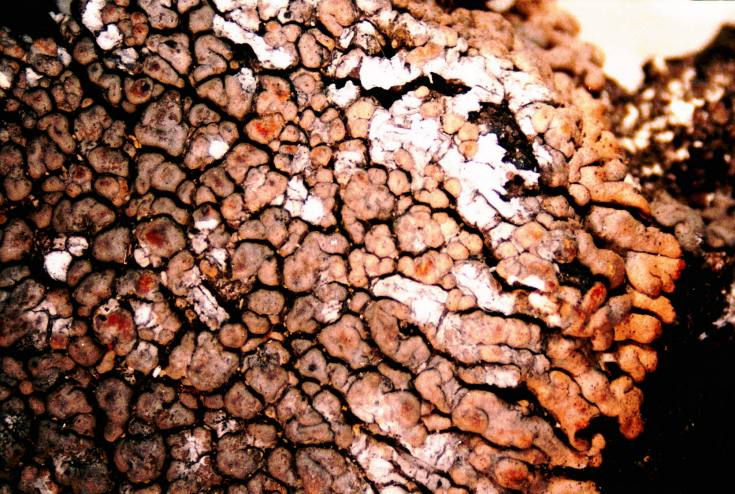
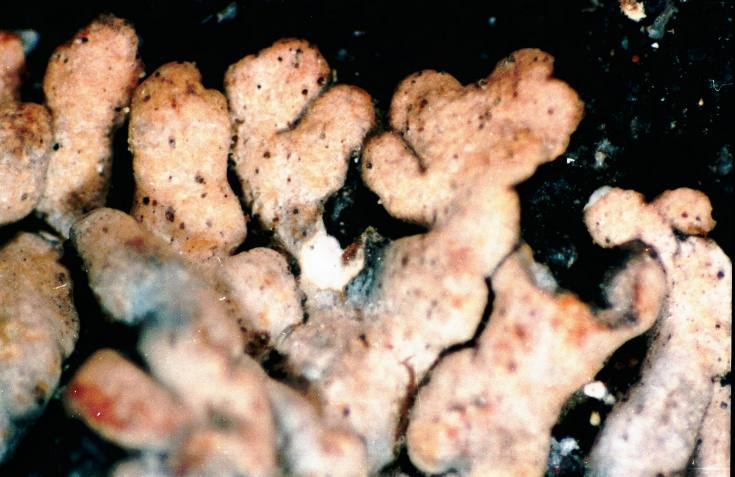
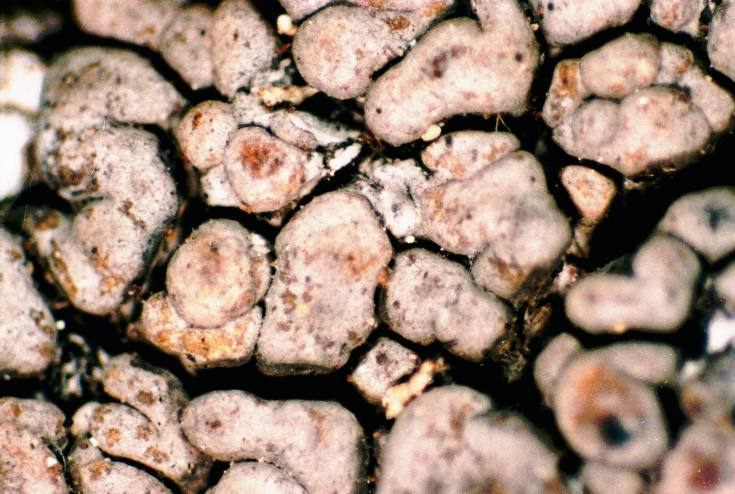
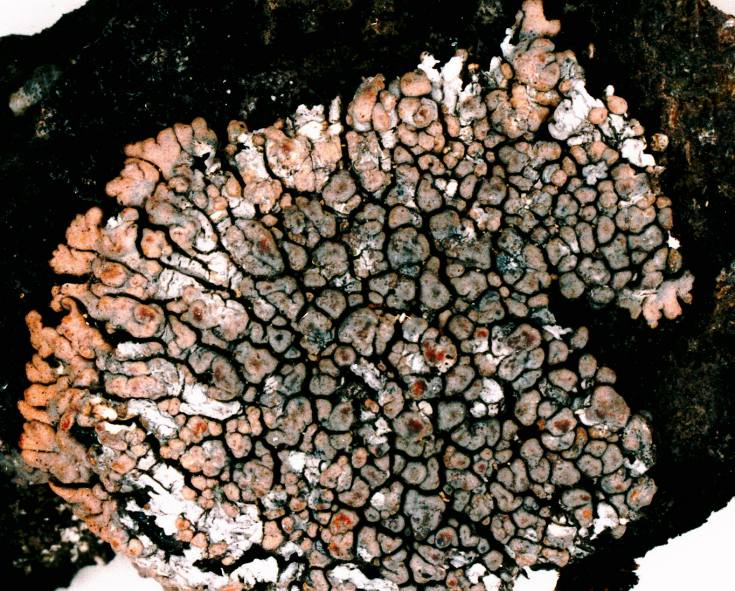